# یواس‌اس بانتینگ (ای‌ام‌سی-۷)
یواس‌اس بانتینگ (ای‌ام‌سی-۷) (به انگلیسی: USS Bunting (AMc-7)) یک کشتی بود که طول آن ۷۹ فوت ۳ اینچ (۲۴٫۱۶ متر) بود. این کشتی در سال ۱۹۳۵ ساخته شد.